# Третьяково (Вязниковский район)
Третьяково — упразднённая деревня в Вязниковском районе Владимирской области России.

## География
Урочище находится в северо-восточной части области, в зоне хвойно-широколиственных лесов, в пределах Волжско-Окского междуречья, на правом берегу реки Суворощь, к западу от автодороги 17Н-1, на расстоянии 8 километров (по прямой) к югу от города Вязники, административного центра района.

### Климат
Климат характеризуется как умеренно континентальный. Средняя температура воздуха самого холодного месяца (января) — −11,1 °C (абсолютный минимум — −48 °С), средняя максимальная температура воздуха (июля) — +23,3 °С (абсолютный максимум — +37 °С). Годовое количество атмосферных осадков составляет около 607 мм, из которых 413 мм выпадает в период с апреля по октябрь.

## История
В «Списке населенных мест Владимирской губернии по сведениям 1859 года» населённый пункт упомянут как удельная деревня Вязниковского уезда, расположенная в 13 верстах от уездного города. В деревне насчитывался 21 двор и проживало 138 человек (72 мужчины и 87 женщин).
По состоянию на 1905 год, в Третьякове имелось 30 двор и проживало 236 человек. В административном отношении деревня входила в состав Нагуевской волости.
По данным 1926 года в деревне имелось 41 хозяйство (в том числе 38 крестьянских) и проживало 149 человек (57 мужчин и 92 женщины). Являлась частью Воробьёвского сельсовета Вязниковской волости.
На момент упразднения входила в состав Паустовского сельсовета Вязниковского района. Упразднена решением облисполкома № 110 от 5 февраля 1981 года как фактически не существующая.